# 국립인천공항검역소
국립인천공항검역소(國立仁川空港檢疫所, Incheon Airport National Quarantine Station)는 질병관리청 산하 수도권질병대응센터의 소속기관이다. 2001년 3월 29일 발족하였으며, 인천광역시 중구 공항로 272에 위치하고 있다. 소장은 고위공무원단 나등급에 속하는 일반직공무원으로 보한다.

## 연혁
- 1949년 12월 10일: 보건부 소속으로 김포공항검역소 설치.
- 1951년 1월: 부산 수영비행장에서 업무 수행.
- 1955년 2월 17일: 보건사회부 소속으로 변경.
- 1955년 4월: 여의도비행장으로 이전.
- 1957년 7월: 김포국제공항으로 이전.
- 1959년 5월 11일: 서울공항검역소로 개편.
- 1960년 8월 12일: 국립서울공항검역소로 개편.
- 1966년 1월 7일: 국립서울검역소로 개편.
- 1975년 11월 24일: 김포국제공항지소 개소.
- 1980년 9월 19일: 김포국제공항지소 폐지.
- 1981년 7월: 국립서울검역소 접종소 설치.
- 1988년 4월: 김포국제공항 국제선 제2청사로 이전.
- 1989년 6월: 국립서울검역소 접종소 폐지.
- 1994년 12월 23일: 보건복지부 소속으로 변경.
- 2001년 3월 29일: 국립인천공항검역소로 개편.
- 2007년 8월 10일: 김포지소 개소.
- 2008년 2월 29일: 보건복지가족부 소속으로 변경.
- 2010년 3월 19일: 보건복지부 소속으로 변경.
- 2020년 9월 12일: 질병관리청 산하 수도권질병대응센터의 소속으로 변경

## 조직

### 소장
- 서무과[1]
- 검역제1과[2]
- 검역제2과[2]

### 소속기관
- 김포지소

## 검역항
- 본부 관할: 인천국제공항
- 김포지소 관할: 김포국제공항, 남북출입사무소

## 같이 보기
- 중앙검역의료지원센터